# Integrón

Integrón.

Los integrones son mecanismos genéticos que permiten que las bacterias se adapten y evolucionen rápidamente a través del almacenamiento y la expresión génica. Estos genes están incrustados en una estructura genética específica llamada casete de genes que generalmente lleva un marco de lectura abierto (ORF) sin promotor junto con un sitio de recombinación (attC). Los casetes de genes se incorporan al sitio attI de la plataforma mediante reacciones de recombinación específicas del sitio mediadas por la integrasa.

## Descubrimiento
Los integrones se descubrieron inicialmente en plásmidos conjugativos a través de su papel en la resistencia a los antibióticos. De hecho, estos integrones móviles, como se los conoce ahora, pueden transportar una variedad de casetes que contienen genes que están casi exclusivamente relacionados con la resistencia a antibióticos. Otros estudios han llegado a la conclusión de que los integrones son elementos cromosómicos, y que su movilización hacia los plásmidos ha sido fomentada por transposones y seleccionada por el uso intensivo de antibióticos. La función de la mayoría de los casetes encontrados en los integrones cromosómicos sigue siendo desconocida.

## Estructura
Un integrón está compuesto mínimamente por:
- Un gen que codifica una recombinasa específica del sitio: intI, perteneciente a la integrasa.
- Un sitio de recombinación proximal: attI, que es reconocido por la integrasa y en el que se pueden insertar casetes de genes.
- Un promotor: Pc, que dirige la transcripción de genes codificados en casetes.

### Casetes de genes
Un integrón generalmente contendrá uno o más casetes de genes que se han incorporado a él. Los casetes de genes pueden codificar genes para la resistencia a antibióticos, aunque la mayoría de los genes de los integrones no estén caracterizados. Una secuencia attC (también llamada 59-be) es una repetición que flanquea los casetes y permite que los casetes se integren en el sitio attI, se corten y se sometan a la transferencia horizontal de genes.

## Ocurrencia
Los integrones se pueden encontrar como parte de los elementos genéticos móviles (plásmidos y transposones). Los integrones también se pueden encontrar en los cromosomas bacterianos.